# Даизен Маеда
Даизен Маеда (јап. 前田 大然; 20. октобар 1997) јапански је фудбалер који тренутно наступа за шкотски Селтик и репрезентацију Јапана.

## Репрезентација
За репрезентацију Јапана дебитовао је 2019. године. За национални тим до сада је одиграо 23 утакмице и постигао 4 гола.

## Статистика
| 2019   | 2  | 0 |
| 2022   | 9  | 2 |
| 2023   | 2  | 1 |
| 2024   | 9  | 1 |
| 2025   | 1  | 0 |
| Укупно | 23 | 4 |

## Трофеји
Мацумото јамага
- Џеј 2 лига (1) : 2018.

Селтик
- Првенство Шкотске (4) : 2021/22, 2022/23, 2023/24, 2024/25.
- Куп Шкотске (2) : 2022/23, 2023/24.
- Лига куп Шкотске (2) : 2022/23, 2024/25.